# Pajusti
Pajusti är en ort i Estland. Den ligger i Vinni kommun och landskapet Lääne-Virumaa, i den centrala delen av landet, 100 km öster om huvudstaden Tallinn. Pajusti ligger 107 meter över havet och antalet invånare är 756.
Terrängen runt Pajusti är platt. Runt Pajusti är det glesbefolkat, med 11 invånare per kvadratkilometer. Närmaste större samhälle är Rakvere, 8,9 km norr om Pajusti. Omgivningarna runt Pajusti är en mosaik av jordbruksmark och naturlig växtlighet.